# 俄克皮特
俄克皮特（希臘語：Ωκυπέτη；英語：Ocypete）。古希腊神话人物之一。为鹰身女妖。具有多种名字表达形式。父母为伊莱伽和陶玛斯。设巢穴于海岛，她们常年于海上兴风作浪，作恶多端。

## 扩展阅读
- H. J. Rose (1985). A Handbook of Greek Mythology. University Paperback, 1964.